# ZEEP

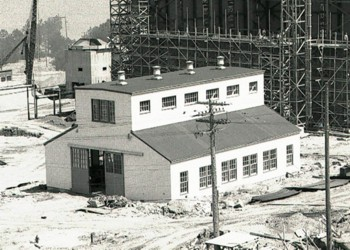
Здание реактора, 1945 год

ZEEP (англ. Zero Energy Experimental Pile) — ядерный реактор, построенный в лаборатории Chalk River около поселения Чок-Ривер, Онтарио, Канада. Первый реактор, запущенный за пределами США. ZEEP достиг критического состояния в 15:45 5 сентября 1945 года.
Реактор был разработан канадскими, британскими и французскими учёными в рамках усилий по производству плутония для ядерного оружия во время Второй Мировой войны.
ZEEP был одним из первых в мире реакторов на тяжёлой воде, благодаря этой особенности реактора удобно было использовать природный (необогащённый) уран в качестве топлива. Тяжеловодную конструкцию с необогащённым топливом унаследовали современные канадские реакторы — CANDU. Обогащение урана — сложный и дорогостоящий процесс, отсутствие необходимости в нём при изготовлении топлива даёт CANDU и подобным реакторам некоторые преимущества.
ZEEP использовался для проведения исследований до 1970 года. Он был остановлен в 1973 году и разобран в 1997 году.
В 1966 году ZEEP получил статус исторического места Онтарио. В честь этого была установлена памятная доска. В настоящее время доска и сам реактор находятся в канадском музее науки и технологии.